# Pocałunek kobiety-pająka
Pocałunek kobiety-pająka (hiszp. El beso de la mujer araña) – powieść autorstwa argentyńskiego pisarza Manuela Puiga, wydana w 1976.
Akcja książki rozgrywa się w jednym z argentyńskich więzień. W jednej celi karę odbywają homoseksualista Luis Molina oraz marksista Valentin Arrequi aresztowany za walkę z reżimem. Luis i Valentin skracają sobie czas odsiadki opowieściami o filmach, jakie widzieli na wolności, głównie amerykańskimi produkcjami klasy B, choć jeden z opowiedzianych obrazów został zrealizowany w nazistowskich Niemczech.
Na skutek szykan służb więziennych stan zdrowia Valentina gwałtownie się pogarsza. Luis opiekuje się osłabionym towarzyszem z celi, daje pić i dożywia, ratując go przed śmiercią z wycieńczenia. Po wyzdrowieniu Valentin, nie umiejąc się w inny sposób odwdzięczyć za uratowanie życia, odbywa z Luisem stosunek płciowy. Luis po wyjściu z więzienia przekazuje współpracownikom politycznym Valentina wiadomości i ginie w wojskowej zasadzce na opozycjonistów. Pozostały w więzieniu Valentin zostaje zamęczony torturami.
Książka jest napisana różnymi stylami. Opisy przeplatają się z partiami opartymi wyłącznie na dialogach, a także tekstami stylizowanymi na protokoły przesłuchań i zapis postępów śledztwa. W przypisach autor wykorzystuje teksty naukowe i propagandowe.
W 1983 Puig przerobił powieść na sztukę teatralną. W 1985 na jej podstawie zrealizowano film o tym samym tytule. Obraz wyreżyserował Héctor Babenco, a William Hurt za rolę homoseksualisty dostał Oscara.